# Sorell Council
Sorell Council – obszar samorządu lokalnego (ang. local government area), położony na wschód od aglomeracji Hobart, główne miasto tego regionu to Sorell, gdzie również zlokalizowana jest siedziba samorządu. Na obszarze samorządu zlokalizowane są także odległe przedmieścia aglomeracji Hobart - Midway Point.   
Sorell Council zamieszkuje 12 428 osób, powierzchnia samorządu wynosi 582,6 km².  
W celu identyfikacji samorządu Australian Bureau of Statistics wprowadziło czterocyfrowy kod dla gminy Sorell – 4810.